# Madiou Konate
Madiou Konate (Dakar, 12 gennaio 1982) è un ex calciatore senegalese, di ruolo attaccante.

## Carriera

### Club
Konate iniziò la carriera nel Douanes, squadra di Dakar. Passò poi allo Al-Ahly e successivamente allo Al-Mabarrah, dove segnò 15 reti in 44 incontri. Giocò poi nello Al-Ittihad Aleppo.
Fu poi acquistato dai norvegesi del Molde, per cui esordì nella Tippeligaen il 3 luglio 2005, sostituendo Stian Ohr nella vittoria per 2-0 sul Lillestrøm (andando anche a segno). Con questa squadra vinse la Coppa di Norvegia 2005, segnando anche nella finale.
Nel 2008, passò allo Hønefoss. Debuttò il 13 aprile, nel pareggio per 3-3 contro lo Start. Realizzò una rete, su rigore, nello stesso incontro.
Firmò poi un contratto quinquennale con lo Ankaraspor, con 400.000 euro che finirono nelle casse dello Hønefoss. L'anno successivo, fu ceduto in prestito allo Ankaragücü.
Nel 2010, a seguito della promozione dello Hønefoss nella Tippeligaen, Konate tornò al club. La squadra non raggiunse però la salvezza e il senegalese fu ceduto allo Al-Ittihad Aleppo. Passò poi allo Al Yarmouk.
Il 30 giugno 2014, firmò ufficialmente un contratto con i norvegesi dello Strømmen. Il 21 novembre successivo, le parti trovarono un accordo per altri due anni di contratto: parte dello stipendio di Konate sarebbe stato pagato dai tifosi.

## Palmarès

### Club

#### Competizioni nazionali
- Coppa d'Egitto: 1

Al-Ahly: 2000-2001

#### Competizioni internazionali
- CAF Champions League: 1

Al-Ahly: 2001